# 385 Ільматар
385 Ільматар (385 Ilmatar) — астероїд головного поясу, відкритий 1 березня 1894 року Максом Вольфом у Гейдельберзі. Астероїд був названий на честь фінської богині Ільматар.